# 転送電話
転送電話（てんそうでんわ）は、電話において、電話回線に着信しようとした通話を他の回線に転送する機能である。
電気通信事業者が付加サービスとして提供するものと、転送電話契約なしに同等の機能を実現する転送機と呼ばれるものがあり、内線電話では標準的な機能として実装されている。

## 機能
次のような機能がある。
無条件転送予め指定した着信先へ無条件で転送する。
保留転送接続中の呼を保留とし、ダイヤルした指定先へ転送する。
発信元条件転送発信元の情報により、予め指定した先へ転送する。
話中転送（着信側ビジー転送）着信先が話し中の場合、指定先に転送する。
無応答転送指定時間内に応答しない場合、指定先へ転送する。
圏外転送電源OFF又はサービスエリア圏外等端末を認証できない場合に指定先へ転送する。
時間帯別転送（夜間閉塞）時間帯によって、予め指定された別々の着信先へ転送するもの。
また、転送時の通話料金は、発信者から転送元までは発信者、転送元から転送先には転送元が負担するのが一般的である。

## 電気通信事業者のサービス
電気通信事業者のサービスでは、1回線のみへの転送が主だが、クラウドPBXを利用した複数電話転送サービスも登場している。話中転送・圏外転送・発信元条件転送や留守番電話接続機能を持つ多機能のものがある。
- 固定電話・直収電話・0AB - JのIP電話
  - ボイスワープ・ボイスワープセレクト : NTT東西の固定電話・ISDN（「INSボイスワープ」）・ひかり電話向けのサービス
  - マジックボックス : NTT東西の固定電話の多機能転送・割り込み通話・留守番電話の統合サービス
  - 転送電話サービス : 各社
- ISDN
  - フレックスホン : NTT東西のISDNの多機能転送・割り込み通話・留守番電話・三者通話の統合サービス
- 携帯電話・PHS
  - NTTドコモ：「転送でんわサービス」
    - なお、NTT東日本・西日本の「ボイスワープ」サービスの旧バージョンサービスの名称が、これと同様（「転送でんわ」）である。

  - au：「着信転送サービス」
  - ソフトバンク：「転送電話」
  - Y!mobile：「着信転送サービス」
  - りもふぉん：「ビジネス電話複数転送サービス」

同様のサービスがその他、一部インターネット電話でも行われている。

## 電気通信事業法での規制
2018年の電気通信事業法の改正により、電話番号を総務大臣に指定されるために事業者は「電気通信番号使用計画」の作成や番号の使用条件の遵守等が求められる。また、他の事業者からサービスの卸提供を受けて利用者に電話番号を割り当てる事業者は、総務大臣の定める標準電気通信番号使用計画と同一の「電気通信番号使用計画」を定め遵守することが求められる。
身元を分かり難くするために転送電話を多段階利用して、悪徳商法・詐欺を行ことが頻発している。そのため、加入者の身元確認の厳格化が求められている。

### 固定電話番号を利用する転送電話サービス
固定電話番号を利用する転送電話サービスについては、以下の問題点が指摘されている。
- 緊急通報用電話番号の通報時に通報者の位置確認に支障をきたす。また、コールバックが適切に行えない。
- インターネットを経由する転送電話サービスでは、通話品質の低下が起こる可能性がある。
- 0AB～Jの電話番号の信頼性にただ乗りした商法に利用されている。

緊急通報を発信転送で行えないことを周知徹底し、緊急通報機関からのコールバック時には着信転送を無効化するとされた。
インターネットを経由する転送電話サービスは、着信音・画面表示・トーキーで明示することが望ましい。
加入者の条件を次のようにするとした。
- 本人確認・実在確認を行い、番号区画内に拠点を持った者のみが加入できるようにする。
- 固定電話番号の指定要件を満たした音声通信の発着信が可能なサービスに加入し、契約者の拠点に固定端末設備・伝送路設備を設置する。

その他の場合は、「発信転送」では発信者番号を非地理的番号（050 等）または非通知にする。「着信転送」では非地理的番号（050 等）にする。

## 電話転送装置
電話転送装置は転送機とも呼ばれ、昭和63年9月28日に群馬県の内海征夫が発明し特許を取得し（特許第1459850号、特許第1621076号、特許第2129981号）ボイスワープはこの特許技術を使用している。
電話転送装置一般の電話回線で、転送電話契約なしに同等の機能を実現するものである。
着信用回線及び発信用回線の2回線を使用するものと、ISDNのBチャネルを2つ用いたり、PBXなどを使用し1回線で電話転送をする装置がある。